# Casa Gehry
La Casa Gehry es una residencia situada en la ciudad de Santa Mónica, en el estado de California (Estados Unidos). Fue diseñada por el arquitecto Frank Gehry, que desde los años 1970 vive en ella. Originalmente era una extensión, diseñada por Gehry y construida alrededor de una casa de estilo colonial holandés ya existente. Utiliza materiales no convencionales, como vallas de tela metálica y acero corrugado. A veces se considera uno de los primeros edificios deconstructivistas.

## Descripción
En 1977, Frank y Berta Gehry compraron un bungaló rosa que se construyó originalmente en 1920. Gehry quería explorar con los materiales que ya estaba usando, como metal, madera contrachapada, cercas de eslabones de cadena y estructuras de madera. En 1978, optó por envolver el exterior de la casa con un nuevo exterior mientras dejaba visible el antiguo exterior. Apenas tocó las fachadas trasera y sur y en los otros lados de la casa encajó en cubos de vidrio inclinados. Muchos de los vecinos de Gehry no estaban contentos con el edificio inusual que se estaba construyendo en su vecindario.
A partir de 2016, la casa sigue siendo propiedad de Frank Gehry. Aunque casi ha terminado la construcción de otra residencia con vista a Rustic Canyon, planea mantener la casa de Santa Mónica en la familia.